# SK Beveren in het seizoen 2025/26
Deze pagina beschrijft de prestaties van voetbalclub SK Beveren in het seizoen 2025/26.

## Kern

### Spelerskern
| Nr.           | Naam                  | Positie | Nationaliteit         | Geboortedatum | Vorige club          |
| ------------- | --------------------- | ------- | --------------------- | ------------- | -------------------- |
| Keepers       |                       |         |                       |               |                      |
| 1             | Beau Reus             | DM      | Nederland             | 31-10-2001    | Jong AZ              |
| 16            | Maxim Deman           | DM      | België                | 23-10-2001    | KV Kortrijk          |
| 84            | Josua Tshiolola       | DM      | Congo-Kinshasa        | 13-12-2004    | SK Beveren U21       |
| Verdedigers   |                       |         |                       |               |                      |
| 3             | Viktor Boone          | CV      | België                | 25-01-1998    | K Lierse SK          |
| 4             | Christophe Janssens   | LA      | België                | 09-03-1998    | Royal Francs Borains |
| 20            | Dylan Dassy           | LA      | België                | 18-01-2003    | KV Mechelen          |
| 21            | Laurent Jans          | RA      | Luxemburg             | 05-08-1992    | SV Waldhof           |
| 28            | Abdul Aziz Ouedraogo  | CV      | Ivoorkust             | 28-11-2005    | Crystal Palace FC    |
| 31            | Bruno Godeau          | CV      | België                | 10-05-1992    | STVV                 |
| 35            | Yoni Gomis            | CV      | Frankrijk             | 23-09-2005    | RC Strasbourg        |
| Middenvelders |                       |         |                       |               |                      |
| 10            | Guillaume De Schryver | CM      | België                | 04-11-1996    | KMSK Deinze          |
| 18            | Sieben Dewaele        | CVM     | België                | 02-02-1999    | KV Oostende          |
| 22            | Christian Brüls       | CAM     | België                | 30-09-1988    | SV Zulte Waregem     |
| 26            | Noah Mawete           | CVM     | Congo-Kinshasa België | 17-10-2005    | SL16 FC              |
| 78            | Jannes Van Hecke      | CM      | België                | 15-01-2002    | KV Mechelen          |
| Aanvallers    |                       |         |                       |               |                      |
| 7             | Ilyes Najim           | LB      | Frankrijk             | 10-09-2002    | SM Caen              |
| 8             | Mathis Servais        | CA      | België                | 23-11-2004    | Club NXT             |
| 11            | Yutaka Michiwaki      | SP      | Japan                 | 05-04-2006    | Roasso Kumamoto      |
| 17            | Jearl Margaritha      | LB      | Curaçao Nederland     | 10-04-2000    | Phoenix Rising FC    |
| 34            | Kurt Abrahams         | RB      | Zuid-Afrika           | 30-12-1996    | FK Sloboda Užice     |
| 77            | Hüseyin Ertürk        | SP      | Turkije               | 19-04-2006    | SK Beveren U21       |
| 92            | Lennart Mertens       | SP      | België                | 14-08-1992    | KMSK Deinze          |

## Transfers

#### Zomer
| Naam                 | Nationaliteit | Positie | Naar                | Type                          |
| -------------------- | ------------- | ------- | ------------------- | ----------------------------- |
| Uitgaand             |               |         |                     |                               |
| Dries Wuytens        | België        | CV      | geen nieuwe club    | Einde contract / transfervrij |
| Sheldon Bateau       | België        | CV      | geen nieuwe club    | Einde contract / transfervrij |
| Jakov Filipović      | Kroatië       | CV      | HNK Gorica          | Einde contract / transfervrij |
| Alexander Corryn     | België        | LA      | geen nieuwe club    | Einde contract / transfervrij |
| Everton Luiz         | Brazilië      | CVM     | geen nieuwe club    | Einde contract / transfervrij |
| Sander Coopman       | België        | CM      | FK Borac Banja Luka | Einde contract / transfervrij |
| Anthony Limbombe     | België        | LM      | Ironi Kiryat Shmona | Einde contract / transfervrij |
| Finn Dicke           | Nederland     | CVM     | GD Estoril Praia    | Einde huur                    |
| Hadji Issa Moustapha | Kameroen      | CVM     | Ararat Jerevan      | Einde huur                    |
| Liam Kerrigan        | Ierland       | RM      | Como 1907           | Einde huur                    |
| Ahmed Khatir         | Marokko       | CV      | Al-Riyadh SC        | Verkocht?                     |

| Naam                | Nationaliteit         | Positie | Van                  | Prijs        | Contract tot |
| ------------------- | --------------------- | ------- | -------------------- | ------------ | ------------ |
| Inkomend            |                       |         |                      |              |              |
| Christophe Janssens | België                | LA      | Royal Francs Borains | transfervrij | 30/06/2027   |
| Viktor Boone        | België                | CV      | K Lierse SK          | ?            | 30/06/2027   |
| Ilyes Najim         | Frankrijk             | LB      | SM Caen              | transfervrij | 30/06/2027   |
| Noah Mawete         | Congo-Kinshasa België | CVM     | SL16 FC              | ?            | 30/06/2028   |
| Yoni Gomis          | Frankrijk             | CV      | RC Strasbourg        | huur         | 30/06/2026   |
| Bruno Godeau        | België                | CV      | Sint-Truidense VV    | transfervrij | 30/06/2026   |
| Jearl Margaritha    | Curaçao Nederland     | LB      | Phoenix Rising FC    | ?            | 30/06/2028   |

Posities = DM = Doelman, CV = Centrale Verdediger, LA = Linksachter, RA = Rechstachter, CM = Centrale Middenvelder, CAM = Centrale Aanvallende Middenvelder, CVM = Centrale Verdedigende Middenvelder, LM = Linker Middenvelder, RM = Rechter Middenvelder, LB = Linksbuiten, RB = Rechtsbuiten, CA = Centrale Aanvaller, SP = Centrumspits

## Staf
| Naam                      | Functie                   | Nationaliteit             |
| Trainers / Sportieve Staf | Trainers / Sportieve Staf | Trainers / Sportieve Staf |
| ------------------------- | ------------------------- | ------------------------- |
| Marink Reedijk            | Hoofdtrainer (T1)         | Nederland                 |
| Nill de Pauw              | Assistent trainer         | België                    |
| Rogier Molhoek            | Assistent trainer         | Nederland                 |
| Jeroen De Bisschop        | Keeperstrainer            | België                    |
| Johan Verelst             | Video-analist             | België                    |
| Regis Kangafu             | Individueel video-analist | België                    |
| Thomas van der Heijden    | Physical coach            | België                    |
| Tim De Donker             | Spotief team manager      | België                    |
| Medische Staf             |                           |                           |
| Thomas Mathieu            | Dokter                    | België                    |
| Jan Mathieu               | Dokter                    | België                    |
| Xavier Verstraeten        | Kinesist                  | België                    |
| Michaël Saelemans         | Dokter                    | België                    |
| Charlotte Van De Vyvere   | Fysiotherapeut            | België                    |
| Sander Annaert            | Revalidatie               | België                    |
| Ann Rooman                | Kinesist                  | België                    |
| Technische Staf           |                           |                           |
| Stijn Rombouts            | Materiaalmeester          | België                    |
| Albert Franssens          | Materiaalmeester          | België                    |

## Resultaten
SK Beveren start aan de reguliere competitie op zaterdag 9 augustus. Ze spelen dan tegen Lierse.
Ter voorbereiding van het seizoen speelde de ploeg enkele oefenduels.

### Oefenwedstrijden
|                          |                  |      |            |
| Donderdag 3 juli 2025    | Royal Antwerp FC | 1-2  | SK Beveren |
|                          |                  |      |            |
|                          |                  |      |            |
| Zaterdag 5 juli 2025     | KSK Beveren      | 1-14 | SK Beveren |
|                          |                  |      |            |
| Dinsdag 8 juli 2025      | R Charleroi SC   | 4-1  | SK Beveren |
|                          |                  |      |            |
|                          |                  |      |            |
| Vrijdag 11 juli 2025     | SV Zulte-Waregem | 0-2  | SK Beveren |
|                          |                  |      |            |
|                          |                  |      |            |
| Woensdag 16 juli 2025    | SK Beveren       | 1-1  | Al-Wasl    |
|                          |                  |      |            |
|                          |                  |      |            |
| Zaterdag 19 juli 2025    | FC Eindhoven     | 1-1  | SK Beveren |
|                          |                  |      |            |
|                          |                  |      |            |
| Zaterdag 26 juli 2025    | MVV Maastricht   | 1-0  | SK Beveren |
|                          |                  |      |            |
|                          |                  |      |            |
| Woensdag 30 juli 2025    | R Union SG       | 6-0  | SK Beveren |
|                          |                  |      |            |
|                          |                  |      |            |
| Zaterdag 2 augustus 2025 | FC Dordrecht     | 2-0  | SK Beveren |
|                          |                  |      |            |
|                          |                  |      |            |

### Reguliere competitie
| Challenger Pro League                                                                   |                   |             |                          | |                                          |
| Wedstrijddetails                                                                        | Thuisploeg        | Uitslag     | Uitploeg                 | Opstelling | Kaarten                                  |
| Heenronde                                                                               |                   |             |                          | |                                          |
| 9 augustus 2025 20:00 Herman Vanderpoortenstadion Lier Ref.: Klass Clerkx Toeschouwers: | Lierse SK         | 0 – 2       | SK Beveren               | Reus Jans , Boone, Gomis (12' Ouedraogo), Janssens De Schryver, Servais, Dewaele Abrahams (83' Van Hecke), Mertens, Margaritha (73' Najim)             | 37' De Schryver 73' Janssens 79' Mertens |
| 9 augustus 2025 20:00 Herman Vanderpoortenstadion Lier Ref.: Klass Clerkx Toeschouwers: |                   | 0 – 1 0 – 2 | 39' Abrahams 90+1' Najim | Reus Jans , Boone, Gomis (12' Ouedraogo), Janssens De Schryver, Servais, Dewaele Abrahams (83' Van Hecke), Mertens, Margaritha (73' Najim)             | 37' De Schryver 73' Janssens 79' Mertens |
| 15 augustus 2025 20:00 Freethielstadion Beveren Ref.: Massimiliano Ledda Toeschouwers:  | SK Beveren        | 1 – 0       | Jong Genk                | Reus Jans , Boone, Ouedraogo (65' Godeau), Janssens Van Hecke, Servais (90+2' Mawete), Dewaele Abrahams (65' Najim), Mertens, Margharita (90+2' Dassy) | 32' Dewaele 90' Van Hecke                |
| 15 augustus 2025 20:00 Freethielstadion Beveren Ref.: Massimiliano Ledda Toeschouwers:  | Servais 84'       | 1 – 0       |                          | Reus Jans , Boone, Ouedraogo (65' Godeau), Janssens Van Hecke, Servais (90+2' Mawete), Dewaele Abrahams (65' Najim), Mertens, Margharita (90+2' Dassy) | 32' Dewaele 90' Van Hecke                |
| 23 augustus 2025 16:00 Edmond Machtensstadion Sint-Jans-Molenbeek Ref.: Toeschouwers:   | RWDM Brussels     | –           | SK Beveren               | |                                          |
| 23 augustus 2025 16:00 Edmond Machtensstadion Sint-Jans-Molenbeek Ref.: Toeschouwers:   |                   |             |                          | |                                          |
| 29 augustus 2025 20:00 Freethielstadion Beveren Ref.: Toeschouwers:                     | SK Beveren        | –           | Jong AA Gent             | |                                          |
| 29 augustus 2025 20:00 Freethielstadion Beveren Ref.: Toeschouwers:                     |                   |             |                          | |                                          |
| 13 september 2025 20:00 Neuvillestadion Charleroi Ref.: Toeschouwers:                   | Olympic Charleroi | –           | SK Beveren               | |                                          |
| 13 september 2025 20:00 Neuvillestadion Charleroi Ref.: Toeschouwers:                   |                   |             |                          | |                                          |

#### Overzicht
| Speeldag  | 1 | 2 | 3 | 4 | 5 | 6 | 7 | 8 | 9 | 10 | 11 | 12 | 13 | 14 | 15 | 16 | 17 | 18 | 19 | 20 | 21 | 22 | 23 | 24 | 25 | 26 | 27 | 28 | 29 | 30 | 31 | 32 |
| --------- | - | - | - | - | - | - | - | - | - | -- | -- | -- | -- | -- | -- | -- | -- | -- | -- | -- | -- | -- | -- | -- | -- | -- | -- | -- | -- | -- | -- | -- |
| Resultaat | w | w |   |   |   |   |   |   |   |    |    |    |    |    |    |    |    |    |    |    |    |    |    |    |    |    |    |    |    |    |    |    |
| Punten    | 3 | 6 |   |   |   |   |   |   |   |    |    |    |    |    |    |    |    |    |    |    |    |    |    |    |    |    |    |    |    |    |    |    |
| Positie   | 3 | 2 |   |   |   |   |   |   |   |    |    |    |    |    |    |    |    |    |    |    |    |    |    |    |    |    |    |    |    |    |    |    |

## Uitrusting
- Hoofdsponsor(s): ElioVP, Van Moer Logistics, PepperMill Casino, BMW De Schepper, Remo-Frit
- Shirtsponsor: JAKO